# Mariza

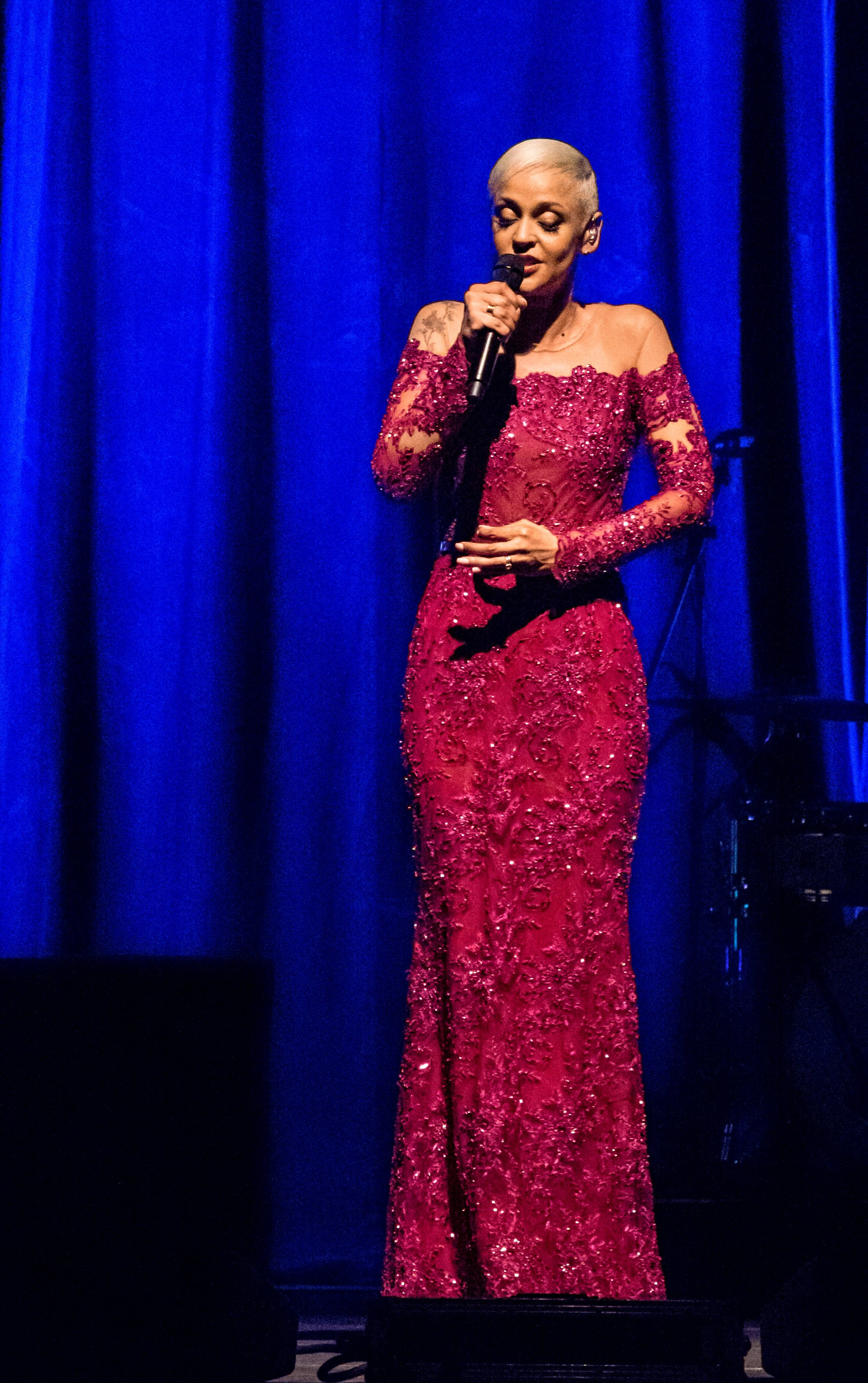
Zelt-Musik-Festival 2015 Freiburg, Německo

Mariza, vlastním jménem Mariza Reis Nunes (* 16. prosince 1973, Mosambik) je portugalská zpěvačka stylu fado.

## Život a kariéra
Mariza se narodila v Mosambiku otci Portugalci a matce mosambické národnosti. Vyrůstala v kolébce fada, v lisabonské čtvrti Mouraria, a tak slýchala tuto hudbu v různých lisabonských hospodách. V dospívání se ale o hudbu stylu fado příliš nezajímala; stejně jako většina mladých Portugalců fado neměla ráda. Důvodem bylo to, že v Portugalsku vládnoucí Salazarova diktatura tento styl lidové hudby zneužívala pro svoji propagandu. Mariza žila několik let v Brazílii, zajímala se tehdy o brazilskou hudbu, gospel a hudbu stylu r&b. Nicméně už při svém brazilském pobytu si uvědomovala, že fado formovalo kulturu jejího národa; krajané ji často žádali, aby jim zpívala písně fado. Později se pak ve své vlasti zasloužila o „rehabilitaci“ tohoto žánru a jeho popularitu u mladé generace.
Mariza vešla do povědomí v roce 1999, v roce, ve kterém zemřela jedna z největších interpretek stylu fado v historii, Amália Rodrigues, jejíž umělecký odkaz se snažila následovat. Za své první hudební album Fado em mim vydané v roce 2001 obdržela v Portugalsku čtyři platinové desky. Následující album Fado curvo (2003) upevnilo její umělecké postavení a přineslo jí mezinárodní úspěch. V roce 2005 vydala své prozatím poslední album Transparente. V roce 2006 byl vydán záznam jejího koncertu v Lisabonu na DVD pod názvem Concerto em Lisboa.
V roce 2007 se Mariza podílela na natáčení filmu Fados režiséra Carlose Saury. V hudebním doprovodu filmu interpretuje písně Meu fado meu (společně se zpěvákem flamenca Miguelem Povedou) a Ó gente da minha terra. U příležitosti premiéry filmu uspořádala Mariza spolu s Carlosem do Carmo, Camané a Miguelem Povedou v listopadu 2007 tři koncerty – v Madridu, Valladolidu a v Santiagu de Compostela. V roce 2008 byl vydán komplet jejích prvních třech alb doplněný o záznam koncertu na DVD a dokumentární film o Marize a fadu jako bonus.

## Diskografie a filmografie

### Diskografie
- Fado em mim, 2001
- Fado curvo, 2003
- Transparente, 2005
- Terra, 2008

### Filmografie
- Concerto em Lisboa (záznam koncertu), 2006, DVD
- Fados (dokumentární film, režie Carlos Saura), Portugalsko – Španělsko, 2007 (Duvideo)